# Steven Stamkos
Steven Stamkos (* 7. Februar 1990 in Unionville, Ontario) ist ein kanadischer Eishockeyspieler nordmazedonisch-schottischer Abstammung. Seit Juli 2024 steht der Center bei den Nashville Predators in der National Hockey League (NHL) unter Vertrag. Zuvor war er von 2008 bis 2024 für die Tampa Bay Lightning aktiv, die ihn im NHL Entry Draft 2008 an erster Position ausgewählt hatten. Mit dem Team, das er seit der Saison 2013/14 als Kapitän anführte, gewann er in den Playoffs 2020 und 2021 den Stanley Cup und verzeichnete in deren Trikot bereits über 1000 Scorerpunkte. Zugleich hält er dort zahlreiche Franchise-Rekorde, unter anderem für die meisten Einsätze, Tore und Punkte. Ferner erhielt er zweimal die Maurice Richard Trophy als bester Torschütze der Liga und erzielte bereits insgesamt über 500 Tore. Mit der kanadischen Nationalmannschaft gewann er die Goldmedaille beim World Cup of Hockey 2016.

## Karriere

### Anfänge im Juniorenbereich
Stamkos begann seine Karriere bei den Markham Waxers die in der höchsten Juniorenklasse Ontarios, der Ontario Provincial Junior A Hockey League spielten. Im OHL Draft 2006 wählten ihn die Sarnia Sting als Gesamtersten aus, woraufhin er zur Saison 2006/07 zum Team stieß. Gleich in seiner Rookiesaison wurde er für das OHL All-Star Game nominiert und erzielte dort vier Punkte. In der Meisterschaft gelangen ihm in 63 Partien 92 Punkte. Zum Ende der Spielzeit wurde er in die kanadische Juniorennationalmannschaft für die U18-Junioren-Weltmeisterschaft berufen. Dort konnten die Kanadier zwar nur den vierten Platz erreichen, jedoch war Stamkos mit zehn Punkten viertbester Scorer des Turniers und damit bester seiner Mannschaft. In der darauffolgenden Spielzeit lief er weiterhin für die Sting auf und erhielt zum Jahresende 2007 erneut eine Einladung für die Juniorennationalmannschaft um bei der U20-Junioren-Weltmeisterschaft 2008 zu spielen. Dort gewann er die Goldmedaille.

### Tampa Bay Lightning (2008–2024)
Für den NHL Entry Draft 2008 galt er als aussichtsreicher Kandidat, auf einem der vorderen Plätze gezogen zu werden, und wurde vom NHL Central Scouting Service und dem International Scouting Service auf der ersten Position geführt. Tatsächlich wählten ihn die Tampa Bay Lightning als Gesamtersten aus. Gut einen Monat nach dem Draft, am 29. Juli, unterschrieb Stamkos einen Dreijahresvertrag bei den Lightning. Stamkos gab sein Debüt in der NHL beim Season Opening der Saison 2008/09 in Prag, als man den New York Rangers unterlag. Sein erstes Tor im Trikot der Bolts erzielte er Oktober 2008 in der Partie gegen die Buffalo Sabres. Im Februar 2009 gelang dem Kanadier der erste Hattrick seiner Profilaufbahn, als er alle drei Treffer der Lightning bei der 3:5-Niederlage gegen die Chicago Blackhawks markierte, wodurch er nach Bobby Carpenter zum zweitjüngsten Spieler in der Geschichte der NHL wurde, dem dies gelang. Die Spielzeit beendete Stamkos mit insgesamt 46 Scorerpunkten und einer Plus/Minus-Statistik von −13.
In der Saison 2009/10 gelang Stamkos der Durchbruch in der NHL als er den Großteil der Spielzeit in einer Angriffsreihe mit Martin St. Louis und Steve Downie spielte. In den ersten elf Partien der Saison erzielte der Rechtsschütze zehn Tore und hatte im Januar und Februar 2010 eine Serie (scoring-streak) von 18 aufeinanderfolgenden Spielen mit jeweils mindestens einem Scorerpunkt. Er wurde mit 51 erzielten Toren zusammen mit Sidney Crosby bester Torschütze der regulären Saison und gewann die Maurice ‚Rocket‘ Richard Trophy. Er bestritt zudem alle 82 Saisonspiele seines Teams und war mit 95 Punkten bester Scorer seines Teams sowie fünftbester innerhalb der Liga. Darüber hinaus ist Stamkos mit dieser Statistik der drittjüngste Spieler, dem 50 Tore in einer Saison gelangen.
In die Spielzeit 2010/11 startete Stamkos famos, nach 19 Spielen hatte er bereits 19 Tore und 14 Vorlagen erzielt und führte die Scorerliste der NHL vor Sidney Crosby an. Im Dezember 2010 schoss der Angreifer beim 5:1-Sieg gegen die Carolina Hurricanes den 100. Treffer seiner NHL-Karriere. Im Januar 2011 spielte Stamkos beim NHL All-Star Game für das Team von Nicklas Lidström. Insgesamt gelangen dem Kanadier 45 Saisontore und war damit hinter Corey Perry von den Anaheim Ducks der zweitbeste Torjäger innerhalb der NHL. Im April 2011 gelangen Stamkos im Spiel gegen die Pittsburgh Penguins seine ersten zwei Tore in den Stanley Cup Play-offs. Die Lightning kamen bis ins Eastern-Conference-Finale, wo Stamkos im entscheidenden Spiel 7 in der Serie gegen die Boston Bruins einen Schlagschuss von Johnny Boychuk ins Gesicht bekam. Trotz eines dabei erlittenen Nasenbruchs kehrte er nach kurzer Behandlungspause mit einer Gesichtsmaske in die Partie zurück, konnte jedoch die 0:1-Niederlage und damit das Ausscheiden seiner Mannschaft nicht verhindern.
Der Kontrakt des Angreifers lief am 1. Juli 2011 aus und Stamkos wurde zum Restricted Free Agent. Als eingeschränkt freier Spieler bestand die Möglichkeit, dass ihm anhand eines sogenannten Offer Sheets ein Angebot eines anderen Teams unterbreitet würde. Dazu kam es nicht und am 19. Juli 2011 einigte er sich auf einen neuen Kontrakt mit den Bolts für fünf Jahre im Wert von rund 37,5 Millionen US-Dollar. Am 13. März 2012 erzielte Stamkos sein 50. Tor in der Saison 2011/12. Damit wurde er der sechste Spieler in der Geschichte der NHL, der vor seinem 23. Geburtstag mehr als eine Saison mit 50 Toren absolvierte. Am 26. März gelang dem Stürmer sein 54. Saisontreffer, wodurch er den Vereinsrekord von Vincent Lecavalier für die meisten Tore in einer Spielzeit brach. Nur wenige Tage später brach er mit seinem Siegtreffer gegen die Winnipeg Jets in der Verlängerung den NHL-Rekord für die meisten Tore in Overtime innerhalb einer Saison, von denen Stamkos in der Saison 2011/12 insgesamt fünf erzielte. Trotz seiner 60 Tore und insgesamt 97 Scorerpunkte verfehlten die Lightning die Qualifikation für die Play-offs.
Während viele NHL-Spieler die Zeit des Lockouts in der ersten Hälfte der Saison 2012/13 bei Vereinen in Europa oder in unterklassigen Ligen in Nordamerika überbrückten, trainierte Stamkos zusammen mit einigen anderen Profis in der Akademie von Gary Roberts. Im März 2013 erzielte der Kanadier im Spiel gegen die Philadelphia Flyers das 200. Tor seiner NHL-Karriere. Er beendete die verkürzte Saison mit insgesamt 29 Treffern und war damit zweitbester Torschütze hinter Alexander Owetschkin von den Washington Capitals.
Beim Spiel am 11. November 2013 gegen die Boston Bruins brach sich Stamkos das rechte Schienbein, fiel daraufhin mehrere Monate aus und verpasste somit die Teilnahme an den Olympischen Winterspielen in Sotschi. Er gab am 7. März 2014 sein Comeback bei der 1:3-Niederlage gegen die Buffalo Sabres. Gleichzeitig wurde er an diesem Tag zum 10. Kapitän der Tampa Bay Lightning ernannt, nachdem der bisherige Kapitän Martin St. Louis am 5. März im Tausch gegen Ryan Callahan und Draft-Picks zu den New York Rangers transferiert worden war. In den Playoffs 2015 erreichte er mit dem Team das Endspiel, unterlag dort allerdings den Chicago Blackhawks.
Zu Beginn der Saison 2015/16 erzielte Stamkos als dritter Spieler in der Franchise-Geschichte seinen 500. Scorerpunkt im Trikot der Lightning und bestritt einige Tage danach außerdem die 500. Partie seiner bisherigen NHL-Karriere.
Im April 2016 wurde bei Stamkos ein Blutgerinnsel in der Nähe des rechten Schlüsselbeins diagnostiziert, was eine Operation nötig machte. Er kehrte erst im siebten Spiel des Eastern-Conference-Finales gegen die Pittsburgh Penguins in den Kader zurück, konnte das Ausscheiden seines Teams aber auch nicht verhindern. Seinen auslaufenden Vertrag verlängerte Stamkos am 29. Juni 2016 um acht Jahre. Das Gehaltsvolumen beträgt 68 Millionen US-Dollar in diesem Zeitraum.
Wenig später vertrat er sein Heimatland beim World Cup of Hockey 2016 und gewann dort mit dem Team die Goldmedaille. Im November 2016 zog sich der Angreifer einen Riss des Außenmeniskus zu, wurde infolgedessen erneut operiert und fiel den Rest der Saison aus.
Im Laufe der Saison 2018/19, die er zudem mit seinem bisherigen Karriere-Bestwert von 98 Scorerpunkten beendete, erzielte Stamkos sein 384. Tor im Trikot der Lightning und übernahm damit den Franchise-Rekord vom vorherigen Rekordhalter Vincent Lecavalier. Am Ende der Spielzeit 2019/20 gewann der Kanadier in den Playoffs 2020 den Stanley Cup mit den Lightning. Dabei verpasste er nahezu die gesamte post-season aufgrund einer Muskelverletzung samt anschließender Operation, kam jedoch im dritten Spiel der Finalserie gegen die Dallas Stars zu seinem Comeback und erzielte mit seinem ersten Schuss direkt ein Tor. Anschließend kam er in der Serie jedoch nicht mehr zum Einsatz. In den folgenden Playoffs 2021 gelang Tampa die Titelverteidigung, sodass Stamkos seinen zweiten Stanley Cup gewann, bevor der dritte Titel in Folge im Endspiel der Playoffs 2022 durch eine 2:4-Niederlage gegen Colorado knapp verpasst wurde.
Darüber hinaus hatte er während der Saison 2021/22 seinen 954. Punkt verzeichnet und damit Martin St. Louis als Topscorer in der Geschichte der Lightning übertroffen. Im Dezember 2022 folgte dann sein 1000. Scorerpunkt, wobei er zum 95. Spieler der NHL-Historie wurde, der diese Marke erreichte. Nur etwa einen Monat später verzeichnete er auch sein 500. NHL-Tor, was zuvor erst 46 anderen Akteuren gelang, bevor im April 2023 auch seine 1000. Partie der regulären Saison im Trikot der Lightning folgte. Am Saisonende ehrte man ihn für seine Führungsqualitäten mit dem Mark Messier Leadership Award. Während der Spielzeit 2023/24 übertraf er Vincent Lecavalier auch in puncto absolvierter Spiele für die Lightning (1037), sodass er seither auch diesen Franchise-Rekord hält. Nach der Saison 2023/24 verließ er die Lightning nach 16 Jahren und 1082 bestrittenen Spielen.

### Nashville Predators
Als Free Agent schloss sich Stamkos im Juli 2024 den Nashville Predators an, wo er einen neuen Vierjahresvertrag mit einem durchschnittlichen Jahresgehalt von acht Millionen US-Dollar unterzeichnete.

## Erfolge und Auszeichnungen
| - 2006 Jack Ferguson Award - 2007 Bobby Smith Trophy - 2007 Teilnahme am OHL All-Star Game - 2007 OHL Second All-Rookie Team - 2007 OHL All-Academic Team - 2008 Teilnahme am CHL Top Prospects Game - 2008 CHL Top Draft Prospect Award - 2008 CHL First All-Star Team - 2008 OHL Second All-Star Team - 2009 Teilnahme am NHL YoungStars Game - 2010 Maurice ‚Rocket‘ Richard Trophy (gemeinsam mit Sidney Crosby) - 2010 NHL-Spieler des Monats Oktober - 2011 Teilnahme am NHL All-Star Game - 2011 NHL Second All-Star-Team | - 2012 Teilnahme am NHL All-Star Game - 2012 Maurice ‚Rocket‘ Richard Trophy - 2012 NHL Second All-Star Team - 2013 NHL-Spieler des Monats Februar - 2015 Teilnahme am NHL All-Star Game - 2016 Teilnahme am NHL All-Star Game - 2017 NHL-Spieler des Monats Oktober - 2018 Teilnahme am NHL All-Star Game - 2019 Teilnahme am NHL All-Star Game - 2020 Stanley-Cup-Gewinn mit den Tampa Bay Lightning - 2021 Stanley-Cup-Gewinn mit den Tampa Bay Lightning - 2022 Teilnahme am NHL All-Star Game - 2022 NHL-Spieler des Monats April - 2023 Mark Messier Leadership Award |

### International
| - 2007 Bester Vorlagengeber der U18-Junioren-Weltmeisterschaft - 2007 All-Star-Team der U18-Junioren-Weltmeisterschaft - 2008 Goldmedaille bei der U20-Junioren-Weltmeisterschaft - 2009 Silbermedaille bei der Weltmeisterschaft | - 2009 Bester Torschütze der Weltmeisterschaft (gemeinsam mit Niko Kapanen und Jason Spezza) - 2009 All-Star-Team der Weltmeisterschaft - 2016 Goldmedaille beim World Cup of Hockey |

## Karrierestatistik
Stand: Ende der Saison 2024/25

### International
Vertrat Kanada bei:
| - U18-Junioren-Weltmeisterschaft 2007 - U20-Junioren-Weltmeisterschaft 2008 - Weltmeisterschaft 2009 | - Weltmeisterschaft 2010 - Weltmeisterschaft 2013 - World Cup of Hockey 2016 |

(Legende zur Spielerstatistik: Sp oder GP = absolvierte Spiele; T oder G = erzielte Tore; V oder A = erzielte Assists; Pkt oder Pts = erzielte Scorerpunkte; SM oder PIM = erhaltene Strafminuten; +/− = Plus/Minus-Bilanz; PP = erzielte Überzahltore; SH = erzielte Unterzahltore; GW = erzielte Siegtore; 1 Play-downs/Relegation; Kursiv: Statistik nicht vollständig)